# Vakuolarni sistem
U citoplazmi se mogu razlikovati membranske i nemembranske strukture. Membranske strukture u citoplazmi mogu se podeliti na dve grupe: vakuolarni sistem i dvomembranske organele. Svi elementi vakuolarnog sistema imaju jednu membranu koja ih opkoljava. Dvomembranske organele su obavijene dvema membranama (spoljnom i unutrašnjom), koje ne mogu prelaziti jedna u drugu (po tome se one razlikuju od dvomembranske jedrove opne, gde je spoljna membrana može prelaziti u membrane endoplazmatičnog retikuluma). Vakuole su strukture koje se jasno uočavaju u mikotičnoj ćeliji, najčesšće imaju sferičan oblik, ali je uočen i sistem cevastih vakuola. Takođe vakuolarni sistem ima značajnu ulogu u deponovanju i reciklaži ćelijskih metabolita.
U vakuolarni sistem dolaze:
- Endoplazmatični retikulum
- Goldži-aparat
- Lizozomi
- Mikrotela
- Sferozomi

## Endoplazmatični retikulum
Endoplazmatični retikulum je organela prisutna u svim eukariotskim ćelijama. Ova organela je izgrađena od membrana, koje ograničavaju unutrašnje prostore. Ona ima oblik mreže (otuda i latinski naziv reticulum = mreža). Univerzalna je struktura, karakteristična za sve biljne i životinjske ćelije. Zapaža se u vidu izolovanih vrpci, izduženih mehurića ili cisterni, ali su svi ti elementi prostorno uzajamno povezani. Prostire se od jedra, od njegove spoljašnje membrane, pa kroz ćeliju do spoljašnje ćelijske membrane.
Razlikuju se tri osnovne forme forme elemenata endoplazmatičnog retikuluma: 
- Cisterne su izdužene i spljoštene kesice, koje na poprečnom preseku imaju izgled uzanih kanala, čiji se prečnik kreće od 40 do 50 nanometara. Kanali su obično postavljeni paralelno.
- Vezikule imaju izgled manje-više proširenih kesica, čija se širina kreće od 25 do 500 nanometara. Ponekad se kanali cisterni lokalno proširuju, čime se dobija lanac vezikula povezanih cisternama kanalima.
- Tubuli su prilično različite forme, manje ili više su razgranati, a njihov prečnik se kreće od 50 do 100 nanometara.

Sva tri oblika mogu se nalaziti u istoj ćeliji istovremeno ili u različito vreme u toku života ćelije.
Postoje dva tipa endoplazmatičnog retikuluma: granularni i glatki (agranularni).
Granularni retikulum ima važne funkcije u ćeliji i to: 
1. Služi kao lokacija sinteze belančevina
2. Ostvaruje transport materija
3. Služi kao centar obrazovanja ćelijskih membrana
4. Služi kao začetak stvaranja većeg broja organela

Agranularni retikulum nema ribozoma i obično se sastoji od mreže uskih razgranatih tubula. Nalazi se u velikoj količini u ćelijama koje su aktivne u metabolizmu lipida i nekih intracelularnih polisaharida.

## Golđijev aparat
Ova organela je otkrivena u nervnim ćelijama još 1898. godine. Danas je poznato da je univerzalno zastupljena organela u svim eukariotskim ćelijama, i biljnim i životinjskim. Osnovnu funkcionalnu jedinicu predstavlja diktiozom.

### Diktiozom
Diktiozom je izgrađen od većeg ili manjeg broja cisterni (cisterna je najprostija jedinica strukture ove organele), naslaganih jedna iznad druge i nešto lučno savijenih, i međusobno spojenih nekom materijom u intercisternalnom matriksu. Golđijev aparat se sastoji od jednog ili više diktiozoma.
Možemo razlikovati tri funkcionalno različita Golđijeva aparata:
1. Koji ima značaja za procese sekrecije
2. Koji učestvuje u obrazovanju ćelijskog zida
3. Koji se sastoji od malog broja vezikula

## Lizozomi
Lizozomi su prvi put otkriveni 1955. godine u životinjskim ćelijama, takođe su pronađeni i u biljnim ćeijama. To su sitne granule, ograničene lipoproteidnom membranom, i ispunjene su gustozrnastom stromom, u čiji sastav ulazi veći broj hidrolaza (kisela fosfataza, kisela ribonukleaza, kisela dezoksiribonukleaza, katepsin i dr.). Membrane lizozoma imaju troslojnu građu. Obrazuju se iz vrpci endoplazmatičnog retikuluma odvajanjem sitnih mehurića. Kao što je pomenuto, lizozomi sadrže brojne enzime, koji mogu da razlažu biološki važne makromolekule, kao što su glikoproteini, proteini, nukleinske kiseline, polisaharidi, lipidi, glikolipidi.

## Mikrotela (citozomi)
Citozomi predstavljaju male okrugle tvorevine sa sitnozrnim sadržajem, opkoljene elementarnom membranom. Uvek su pričvršćeni za kanale endoplazmatičnog retikuluma, po čemu se razlikuju od lizozoma i sferozoma, koji su slobodno raspoređeni u citoplazmi. Citozomi su prvo otkriveni u tkivima životinja (u ćelijma jetre i bubrega). Danas su ove organele poznate u ćelijama mnogih skrivenosemenica, a takođe i algi i gljiva. Utvrđeno je da se u životinjskim i biljnim ćelijama mogu razlikovati dve kategorije mikrotela: perkosizomi i glioksizomi. Mikrotela su obično u tesnom dodiru sa jednom ili više cisterni endoplazatičnog retikuluma. Katalaza je osnovni enzim koji sadrže svi citozomi.

### Peroksizom
Naročito su brojno zastupljeni u fotosintetskom tkivu. Oni sadrže, osim katalize, fermente glikolatnu oksidazu i hidroksipiruvat reduktaza. Ovi enzimi zajedno sa nekim transaminazama, imaju važnu ulogu na svetlost u hloroplastima, preobraća u glicerat i CO2 (fotorespiracija).

## Sferozomi
Sferozomi prvi put opisani još 1880. godine od strane Hanštjna, koji im je dao naziv mikrozomi. To su citoplazmatične organele, veličine od 0,5 do 1,0 mikrometara. Sferozomi su često u ćeliji bili previđani ili su pogrešno zamenjivani raznim mrtvim citoplazmtičnim inkluzijma. Tek kasnije 1953. godine su dobili naziv sferozomi od strane Pernera. Sferozomi su slični masnim kapljicama. Oni se boje, kao i kapljice ulja, običnim bojama koje se koriste za bojenje masti (sudan III, sudan crni, rodamin B i dr.). Zrnasta struktura sferozoma ukazuje na to da se u njima nalazi belančevina stroma. Ako se u sferozomima sintetišu masti, oni moraju sadržati za to neophodne fermente. Polazeći od ovoga, može se smatrati da sferozomi nisu prosto predhodnici masnih kapljica, već specijalizovane organele ćelije, čija je funkcija stvarnje masti.